# ویل‌درخت
ویل‌درخت (به هلندی: Wieldrecht) یک منطقهٔ مسکونی در هلند است که در دوردرخت واقع شده‌است. ویل‌درخت ۱۶۳ نفر جمعیت دارد.